# Geberit
Geberit — швейцарская компания, производитель сантехники. Штаб-квартира компании расположена в Рапперсвиле, кантон Санкт-Галлен.

## История
В 1874 году Каспар Мельхиор Геберт (нем. Caspar Melchior Gebert) основал сантехнический бизнес в Рапперсвиле. В 1905 году он начал начал собственное производство сантехники, его первым продуктом стал унитаз «Феникс» из дерева, покрытого свинцом и со свинцовым механизмом слива; эта модель была запетентована в 1912 году. В 1909 году Каспар Геберт умер, бизнес унаследовали его сыновья Альберт и Лео. В 1917 году в Рапперсвиле был открыт новый завод, на котором начался выпуск новых для компании видов продукции: сифонов, кранов и смесителей.
В 1935 году компания одной из первых начала использовать пластмассовые детали в сантехнической промышленности, а в 1952 году представила первый полностью пластиковый бак унитаза, изготовленный из полиэтилена. В 1953 году Генрих и Клаус Геберт унаследовали компанию и назвали её Geberit. В 1955 году была создана первая зарубежная дочерняя компания — в Пфуллендорфе (земля Баден-Вюртемберг, Германия), там же был открыт второй завод Geberit. В 1959 году был создан филиал во Франции, а в 1965 году — в Австрии. В 1965 году Geberit представила свой первый унитаз со встроенным смывным бачком.
В 1972 году был открыт третий завод в Поттенбрунне (Нижняя Австрия) и создан филиал в Бельгии. В 1976 году компания открыла завод в США, но больших успехов достичь на американском рынке не смогла. В 1977 году компания занялась производством систем установки для сантехники, что вскоре стало самым важным направлением деятельности; в 1984 году была куплена немецкая компания Sanbloc, производитель комплектующих для установки сантехники.
В 1991 году генеральным директором компании стал Гюнтер Кельм, первый глава компании не из членов семьи Геберт. В 1995 году компания была куплена британской инвестиционной группой Doughty Handson. В том же году ассортимент продукции был расширен ПВХ-трубами. В 1998 году был открыт завод в Китае. В том же 1998 году оборот компании впервые достиг 1 млрд швейцарских франков. В июне 1999 года компания стала публичной, разместив свои акции на Швейцарской бирже. В июле 2002 года присутствие в США было расширено покупкой The Chicago Faucet Company с четырьмя заводами по производству смесителей и фитингов.
В 2004 году был куплен немецкий производитель стальных труб Mapress, а в 2015 году — финский производитель сантехники Sanitec.

## Деятельность
Компания является крупнейшим в Европе производителем сантехники. Производственные мощности насчитывают 26 предприятий. Основные подразделения по состоянию на 2022 год:
- санитарные системы — системы установки оборудования в ванных комнатах и туалетах, включая душевые кабины, ванны, умывальники, унитазы, биде, писсуары, системы слива и смесители, 37 % выручки;
- водопровод — водопроводные и канализационные трубы, 32 % выручки;
- керамическая сантехника — производство унитазов и другой керамической сантехники, 31 % выручки.

Основными рынками для компании являются Германия (30 % выручки), Швейцария (10 %), Восточная Европа (10 %), Скандинавия (9 %), Бенилюкс (8 %), Италия (7 %), Австрия (6 %), Франция (5 %), Азиатско-Тихоокеанский регион (4 %), Великобритания и Ирландия (3 %), Америка (3 %), Ближний Восток и Африка (3 %), Испания и Португалия (1 %).
В списке крупнейших публичных компаний мира Forbes Global 2000 за 2023 год Geberit заняла 1471-е место.